# Selección de polo de Irlanda
La selección de polo de Irlanda es el equipo de polo representante de Irlanda en las competiciones internacionales. El polo se practica en Irlanda desde hace muchos años atrás. Antiguamente cuando el polo era un deporte olímpico participaba en ellos como parte del equipo de Gran Bretaña. Es uno de los equipos más fuertes de Europa, siendo el último campeón del Campeonato Europeo de Polo (en 2016).

## Irlanda en los Juegos Olímpicos
En la competencia de polo en los Juegos Olímpicos de Londres 1908 participaron tres equipos. Gran Bretaña participó con dos equipos e Irlanda (que en ese tiempo también pertenecía al Reino Unido) participó con uno. El primer equipo de Gran Bretaña ganó sus dos partidos y la medalla de plata la compartieron el segundo equipo de Gran Bretaña y el de Irlanda. Si bien ganó la medalla de plata estadísticamente Gran Bretaña ganó las tres medallas ese año ya que Irlanda todavía no se había independizado del Reino Unido (esto ocurrió en 1922).

## Irlanda en los mundiales
La selección irlandesa no ha logrado clasificar a una fase final de un mundial de polo, pero tras haber obtenido el campeonato de Europa en 2016 es un fuerte candidato a obtener uno de los dos cupos de la zona europea para el Campeonato Mundial de Polo de 2017.
| Campeonato Mundial de Polo | Campeonato Mundial de Polo | Campeonato Mundial de Polo | Campeonato Mundial de Polo | Campeonato Mundial de Polo | Campeonato Mundial de Polo |
| -------------------------- | -------------------------- | -------------------------- | -------------------------- | -------------------------- | -------------------------- |
| 1987:                      | No clasificó               | 1989:                      | No clasificó               | 1992:                      | No clasificó               |
| 1995:                      | No clasificó               | 1998:                      | No clasificó               | 2001:                      | No clasificó               |
| 2004:                      | No clasificó               | 2008:                      | No clasificó               | 2011:                      | No clasificó               |
| 2015:                      | No clasificó               | 2017:                      | No clasificó               |                            |                            |

## Irlanda en el Campeonato Europeo
Irlanda ha obtenido buenos resultados en el Campeonato Europeo de Polo. En la edición de 2016 obtuvo, por primera vez, el campeonato. En 1999 y 2014 alcanzó el segundo lugar.